# Portugals Grand Prix 1994
Portugals Grand Prix 1994 var det trettonde av 16 lopp ingående i formel 1-VM 1994.

## Resultat
1. Damon Hill, Williams-Renault, 10 poäng
2. David Coulthard, Williams-Renault, 6
3. Mika Häkkinen, McLaren-Peugeot, 4
4. Rubens Barrichello, Jordan-Hart, 3
5. Jos Verstappen, Benetton-Ford, 2
6. Martin Brundle, McLaren-Peugeot, 1
7. Eddie Irvine, Jordan-Hart
8. Christian Fittipaldi, Footwork-Ford
9. Gianni Morbidelli, Footwork-Ford
10. Eric Bernard, Ligier-Renault
11. Johnny Herbert, Lotus-Mugen Honda
12. Pierluigi Martini, Minardi-Ford
13. Michele Alboreto, Minardi-Ford
14. Yannick Dalmas, Larrousse-Ford
15. Jean-Marc Gounon, Simtek-Ford
16. Philippe Adams, Lotus-Mugen Honda

### Förare som bröt loppet
- Mark Blundell, Tyrrell-Yamaha (varv 61, motor)
- JJ Lehto, Benetton-Ford (60, snurrade av)
- Andrea de Cesaris, Sauber-Mercedes (54, snurrade av)
- Jean Alesi, Ferrari (38, kollision)
- David Brabham, Simtek-Ford (36, kollision)
- Heinz-Harald Frentzen, Sauber-Mercedes (31, differential)
- Érik Comas, Larrousse-Ford (27, upphängning)
- Ukyo Katayama, Tyrrell-Yamaha (26, växellåda)
- Gerhard Berger, Ferrari (7, växellåda)

### Förare som diskvalificerades
- Olivier Panis, Ligier-Renault (varv 70)

### Förare som ej kvalificerade sig
- Bertrand Gachot, Pacific-Ilmor
- Paul Belmondo, Pacific-Ilmor